# ダブリン王国
ダブリン王国（英語: Kingdom of Dublin ウェールズ語: Teyrnas Dulyn）は、9世紀にダブリンを征服したノース人ヴァイキングが建設した王国。その領域は現在のダブリン県とほぼ一致し、アイルランド島のノース人王国としてはもっとも早い時期に成立し、また最も長く存続した。もともとケルト人が建設していた町ブラー・クリーを征服、破壊したノース人は、ゲール語の「黒い水たまり」（言語は アイルランド語  Dubh Linnで意味は'black pool'）からこの地をドゥフリン（Dyflin）と名付けた。ノース人到来についての最初の記録はウルスター年代記の841年の項で、「異教徒は未だにネイ湖にいる」との記述がみられる。歴史家たちは、この時期の前後にノース人が水塞やロングフォートをアイルランドに建設していたと考えている。ヴァイキングが初めてアイルランドで冬を越したのが840年の暮れであったことは間違いない。ダブリンのロングフォートの所在については、今でも論争が続いている。ダブリン王は複数人が共治したり、時にはブリテン島のヨルヴィークの王を兼ねたこともあった。この時代、ダブリンは西ヨーロッパ最大の奴隷港となった。
ダブリンに定着したノース人は、次第にゲール人と同化していった。彼らはノース文化とゲール文化を習合し、ノース・ゲール人となった。
ダブリン王国の領域は、南はウィックロー、西はブレッシントンやリークスリップ近くのグレン・ディン、北はスケリーズにまで至った。現在のダブリン県北部に当たるフィンガルは、ここに居住していたノース人の名からつけられた地名である。
988年、モール・セックネール・マウドムナル率いるゲール人がダブリンを占領した。一般にこの年がダブリン市の創設年とされているが、実際にはこの地域には1000年近く前のローマ帝国ブリタンニア属州時代から村落が存在していた。10世紀末から12世紀まで、ノース・ゲール人と先住のゲール人はダブリンを奪い合い続けた。
11世紀半ば、レンスター王国が強大化してダブリンを圧迫した。1171年にイングランド王国がアイルランドに侵攻し、最後のダブリン王ハスクルフ・マクトケイルが敗れ処刑されたことで王国は滅亡した。ただ、ノース人の血を引く人々の独自性は数世代の間保たれた。